# Personaggi di Paso adelante
Il seguente è un elenco dei personaggi della serie televisiva spagnola Paso adelante, andata in onda dal 2002 al 2005.

## Studenti

### Pedro Salvador
Pedro Salvador (Stagioni: 1-5, ricorrente 6) è interpretato da Pablo Puyol, e doppiato in italiano da David Chevalier. Pedro Salvador proviene dalle Asturie ed è figlio di un pescatore e di una casalinga. Da qui viene il suo soprannome, "bifolco" ("paleto" nella versione spagnola), affibbiatogli da Rober, suo compagno di stanza, il giorno in cui si sono conosciuti. Fra i due ragazzi nel corso della serie si svilupperà un'amicizia molto profonda, sebbene piuttosto complicata. Infatti Pedro e Rober sono come cane e gatto, non fanno altro che litigare, attaccarsi per ogni minima sciocchezza, e spesso approfittare l'uno dell'altro, benché poi in più di un'occasione, i due si sono sostenuti ed aiutati a vicenda. La sua più grande aspirazione è quella di diventare un ballerino: per questo motivo, il suo arrivo a Madrid è un passo molto importante per la sua carriera.
Inizialmente Pedro non riesce ad entrare nella scuola, essendosi presentato tardi alle selezioni, tuttavia grazie alla propria testardaggine, riuscirà a convincere la direttrice, Carmen Arranz, a farsi ammettere. È molto dotato nel ballo, ed è sicuramente uno degli elementi migliori della classe. È anche un provetto attore ed ha dato prove di essere anche un discreto cantante. Provenendo da una famiglia modesta è costretto a lavorare per poter pagare le rette scolastiche. Infatti Pedro diventerà cameriere nella mensa dell'istituto, ed aiutante tuttofare di Antonio Milá, con il quale sviluppa un rapporto quasi di padre-figlio. Inoltre spesso e volentieri Pedro dovrà accettare lavoretti al di fuori della scuola per poter racimolare un po' di soldi.
Si tratterà anche di lavori piuttosto squallidi, del tipo spogliarellista. Nella prima stagione, Lola ha una tremenda cotta per lui, che invece ha occhi soltanto per Silvia. Quando fra Pedro e Silvia sarà tutto finito, Pedro si "accorgerà" di Lola e, dopo diversi tentennamenti e diverso tempo, i due si metteranno finalmente insieme (a partire dalla puntata numero 62 spagnola). Questa sarà la relazione più lunga ed importante per Pedro, che durerà praticamente per tutta la serie, salvo alcuni periodi, in cui Pedro avrà una relazione dapprima con Marta, ed in seguito con la sorella di lei, la professoressa Adela Ramos, creando incomprensioni tra le due sorelle. Tra l'altro, Pedro avrà anche una storia con Erika, che di lui resterà incinta ma sceglierà poi di abortire volontariamente, essendosi accorta che il ragazzo fosse innamorato solo di Lola.
Alla fine della serie Pedro lascia la scuola dopo aver accettato una parte ad Hollywood (in un film con Keanu Reeves). Tale esperienza donerà a Pedro una certa popolarità, anche se metterà la parola fine alla sua storia con Lola a causa di un fraintendimento; la casa produttrice del film di Pedro gli chiede, infatti, di inscenare una relazione con un'attrice famosa del momento, al fine di incrementare la popolarità di entrambi. Lola verrà informata troppo tardi circa la verità dei sentimenti di Pedro, - che la ama ancora al punto di chiederle di sposarlo - e lo tradirà con Nacho, suo coinquilino. Pedro Salvador è l'unico studente protagonista della serie ad aver ottenuto fama e successo perché, quando la serie viene definitivamente chiusa, gli altri protagonisti, impegnati in un ennesimo corso di perfezionamento, sono piuttosto male in arnese e comunque ben lontani dall'agognato successo.

### Roberto "Rober" Arenales
Roberto Elías Arenales, detto Rober, (Stagioni: 1-6), è interpretato da Miguel Ángel Muñoz, e doppiato in italiano da Davide Lepore. Roberto "Rober" Arenales (che ama chiamarsi anche "zio Rober" o "lo zio", dallo spagnolo "tio", che oltre a "zio" può significare "fico") è il settimo figlio di una facoltosa famiglia di San Sebastian. I suoi genitori sono stati poco affettuosi e comprensivi nei suoi confronti e, a causa di questa situazione, Rober tenta di richiamare l'attenzione su di sé in qualunque modo. Non per nulla, il suo ingresso alla scuola è frutto di una decisione improvvisa: dopo aver scoperto di essere portato per la carriera artistica, Rober ha immediatamente abbandonato la famiglia che lo ostacolava. I genitori, ed in particolare il padre, consideravano infatti questa attività come il frutto di un capriccio momentaneo.
Per questa ragione in più di una occasione il padre di Rober tenterà di far allontanare il figlio dalla sua passione per le arti, e fargli percorrere il suo stesso percorso nel mondo degli affari, anche a costo di ricorrere a inganni e sotterfugi. Il conflittuale rapporto fra Rober e il padre sarà uno dei temi ricorrenti all'interno della serie, anche se fino alla fine non si arriverà mai ad una "soluzione" definitiva. Un'altra figura ricorrente nella vita di Rober è Sergio, suo figlio, avuto da una relazione adolescenziale, finita in malo modo.
Rober è un seduttore e un impulsivo, che vuole essere sempre al centro della scena. Ha spesso un atteggiamento indisponente e facile all'ira. Inoltre ha anche una certa tendenza all'arrivismo, cosa che in più di una occasione l'ha messo nei guai e gli ha fatto avere la reputazione di "cattivo ragazzo". Tuttavia dietro l'arroganza manifestata, si nasconde un ragazzo vulnerabile ed insicuro, che nasconde la propria debolezza dietro una facciata. Rober nel corso della serie avrà numerose avventure e relazioni con le compagne o con ragazze esterne all'istituto, tutte colpite dal suo carisma e dalla sua fisicità. Nonostante la sua fama di "latin lover", Rober avrà però due veri amori.
Il primo con Silvia, con la quale avrà un'appassionante storia che nascerà lungo il corso della prima stagione, e che dovrà contendersi con Pedro. A fine prima stagione, Silvia sceglierà Rober ed i due daranno inizio alla loro relazione. Questa finirà principalmente a causa di un aborto spontaneo avvenuto in seguito ad una gara di ballo sostenuta dalla ragazza, rimasta per l'appunto incinta di Rober. Ad ogni modo, anche dopo la fine della storia, Rober ne rimarrà a lungo innamorato ed i due resteranno molto vicini, cedendo talvolta all'attrazione nonostante essersi già lasciati. Dopo la fine della terza stagione, ci sarà l'immotivato distacco definitivo. Il secondo con Marta, nato a seguito di un'amicizia quasi fraterna. Grazie a queste due relazioni, verrà fuori un lato del carattere di Rober insospettabile.
Infatti, di fronte ai numerosi problemi e le numerose difficoltà di entrambe le ragazze nei rispettivi periodi di fidanzamento con Rober, quest'ultimo con loro, oltre che con suo figlio Sergio, mostrerà il suo lato tenero e le sue fragilità nascoste. Inoltre, Rober svilupperà una profonda amicizia con il compagno di stanza Pedro, nonostante i due non facciano altro che litigare ed ostacolarsi l'un l'altro. Sotto sotto, diventeranno pian piano amici per la pelle e Pedro sarà più di una volta un vero e proprio punto di riferimento per Rober.

### Lola Fernández
Dolores 'Lola' Fernández (Stagioni: 1-6) è interpretato da Beatriz Luengo, e doppiata in italiano da Rossella Acerbo. Lola è cresciuta dedicando tutta la sua esistenza al ballo. Appena diciottenne riesce ad entrare nella scuola di Carmen Arranz, ma non lega molto con i suoi coetanei. È timidissima, insicura e profondamente ingenua, e diventa spesso oggetto di scherno dei suoi compagni. Si lega sin dal primo episodio ad Ingrid, e nonostante le evidenti differenze di carattere, le due diverranno amiche inseparabili. Ingrid in diverse occasioni l'aiuterà a vincere la propria timidezza. L'amicizia con Ingrid è forse l'unico rapporto veramente stabile che sviluppa, anche se nel corso della seconda serie rafforzerà anche un legame di amicizia con l'altra sua compagna di stanza Silvia, standole vicino nel periodo della sua difficile gravidanza durante la sua storia con Rober.
Lola si sente in dovere di aiutare la propria famiglia, costituita da suo padre e da suo fratello minore Jorge, dopo la morte della madre, avvenuta quando Lola era appena una ragazzina. Da allora, Lola ha dovuto prendersi cura del padre e del fratellino ed ha maturato un forte senso di responsabilità, dovendo crescere in fretta e rinunciando ad una svagata adolescenza. È molto legata al padre, che nel corso degli episodi le darà diversi motivi di preoccupazione: dalla disoccupazione, alla depressione, fino ad arrivare a un tentativo di suicidio. Inizialmente Lola non vedrà di buon occhio neppure la relazione del padre con Puri, sua nuova compagna, ma col tempo imparerà ad accettarla.
È bravissima nel canto, ma ama maggiormente la danza classica. Diventerà una delle studentesse dai maggiori risultati, e di conseguenza una delle più "gettonate" nelle esibizioni rappresentative della scuola, come ad esempio i musical.
Nonostante il suo carattere timido, Lola ha diverse relazioni sentimentali nel corso degli episodi. La prima è con Jero, con il quale la ragazza, durante un viaggio a Londra, perde la verginità, iniziando a vivere con lui un rapporto molto tenero ma soprattutto altalenante, fino al momento in cui la ragazza lo tradirà con il cubano Pavel, conosciuto mentre lavorava nelle cucine di un ristorante. Jero e Lola si rimetteranno insieme, ma si lasceranno nuovamente quando Jero la tradirà con Erika. In seguito Lola intreccia con Pedro, ragazzo per il quale ha da sempre avuto un forte debole, una storia d'amore piuttosto stabile e duratura, che però si incrina negli ultimi episodi, quando entrerà in scena Nacho, coinquilino di Lola, Ingrid e Silvia, con il quale finirà per andare a letto.

### Ingrid Muñoz
Ingrid Muñoz (Stagioni: 1-6) è interpretato da Silvia Marty, e doppiata in italiano da Eleonora De Angelis.
Ingrid Muñoz è una ragazza molto ottimista e socievole. Si distingue fra le sue compagne per la solarità, l'intraprendenza e la sfacciataggine, che in qualche occasione finiranno anche per metterla nei guai. È molto dotata nella danza, e meno, almeno inizialmente, nel canto. Dopo le lezioni private di Juan, imparerà anche a cantare molto bene.
Ingrid ha avuto un passato molto difficile e doloroso. Sua madre fu ricoverata per gravi disturbi psichici. La donna infatti, in seguito ad una grave esaurimento nervoso, alterna momenti di lucidità ad altri di incapacità, che hanno segnato profondamente l'infanzia di Ingrid. Il padre della ragazza invece è omosessuale, e Ingrid non riuscendo ad accettare la situazione, ha posto fra loro un muro. Soltanto in seguito riuscirà a recuperare il rapporto con il genitore.
Fin dal primo episodio si lega profondamente a Lola, sua compagna di stanza. La loro amicizia si può ritenere uno dei rapporti più profondi e duraturi dell'intera serie. In seguito nella stanza delle due ragazze si trasferirà anche Silvia, e nell'ultima stagione le tre andranno a vivere in un appartamento, che divideranno con Nacho. Nella puntata finale parte per gli Stati Uniti, grazie al superamento di un provino per un film, dimostrando di aver saputo cogliere una grande occasione dopo aver detto di no nelle prime stagioni a Rafael Amargo, che la voleva come prima ballerina. Nella prima stagione Ingrid si innamora del professore di musica Juan Taberner, con il quale intreccia una relazione clandestina, che non verrà rivelata per diverso tempo per evitare imbarazzi all'interno della scuola.
Quando la relazione verrà scoperta, i due decideranno di sposarsi per dimostrare a tutti che fanno sul serio, ma alla fine capiranno che non è quello che vogliono veramente, quindi rinunceranno al matrimonio restando semplicemente insieme. Diana de Miguel, ex fidanzata di Juan ed insegnante di danza moderna, prova una forte gelosia nei confronti della ragazza, al punto di bocciarla ingiustamente agli esami di fine anno, per poi ritrattare accortasi dell'ingiustizia professionale che stava per commettere.
La relazione fra Juan ed Ingrid finirà quando Juan avrà un figlio proprio da Diana, con la quale l'uomo l'aveva tradita. Ingrid ha avuto anche altre storie durate molto poco. Tra le tante, ha avuto una breve relazione, mai davvero andata in porto, con Rober, ed una con Junior. Nel corso della serie tornerà, anche se per poco tempo, con il suo primo ragazzo con il quale ha perso la verginità ad appena 15 anni. Nella prima stagione ha inoltre trascorso una notte d'amore con l'insegnante di recitazione Cristobal.

### Silvia Jáuregui
Silvia Jáuregui (Stagioni: 1-6) è interpretato da Mónica Cruz, e doppiata in italiano da Ilaria Latini.
Silvia Jáuregui è una delle migliori ballerine della scuola di Carmen Arranz, imparentata con la co-direttrice Alicia (di cui è la nipote). Suo padre è un ricco uomo d'affari sempre in giro per il mondo, con il quale la ragazza non riesce ad avere alcun tipo di rapporto d'affetto. Egli infatti, non si fa vedere mai dalla figlia, pensando solo a mantenerla economicamente. Silvia sviluppa un carattere poco socievole e ritenuto da tutti molto snob. Pedro è inizialmente l'unico che le presta attenzione e la tratta con amicizia.
In seguito Silvia diventerà amica anche di Ingrid e Lola, con le quali dal secondo anno dividerà la stanza, ed in seguito anche un appartamento. Lola aiuterà Silvia in un momento difficile della sua vita, ovvero una gravidanza non cercata. Rispetto alle altre ragazze, tuttavia, Silvia si può definire uno spirito indipendente, fondamentalmente libera da qualunque tipo di legame. Sin dall'inizio della serie, deve lottare per raggiungere l'indipendenza dalla zia, che le ingombra costantemente qualsiasi percorso scelga d'intraprendere, "pilotando" la sua vita. Per questa ragione, è da tutti etichettata come "raccomandata", cosa che a Silvia pesa parecchio. Fa infatti di tutto per scrollarsi di dosso tale appellativo. Molto brava nella danza sia classica che moderna, ma molto meno nella recitazione.
Nella parte finale della prima stagione, Silvia allaccerà una relazione con Pedro, al quale tuttavia quasi subito subentrerà Rober. Con lui, Silvia tradirà lo stesso Pedro dopo appena un giorno di fidanzamento. Dopo un periodo di "indecisione" fra i due ragazzi, Silvia accantonerà Pedro, che alla fine si rivelerà un buon amico, e sceglierà Rober, del quale rimarrà anche incinta. Purtroppo la gravidanza si interromperà prima del previsto, per via di un aborto spontaneo avvenuto durante una gara di ballo all'interno della scuola. La gravidanza sarà la principale causa che porrà fine alla loro storia d'amore. Rober le chiederà più volte una seconda opportunità, ma Silvia lo respingerà perché convinta dell'eccessiva immaturità del ragazzo.
Finita la relazione con Rober, al quale tuttavia resterà parecchio legata fino alla fine della terza stagione, Silvia riscoprirà l'amore con un suo ex ragazzo di nome Alvaro, che si rivelerà poi essere un narcotrafficante. La loro relazione terminerà a breve con il suo arresto. In seguito conoscerà Pavel, nuovo studente cubano amico di Lola, al quale darà ripetizioni di danza classica. Pavel dopo aver perso l'interesse per Lola, intreccerà un'altalenante relazione con lei, nonostante i continui dissensi e impedimenti da parte del padre e della zia. Alla fine si lasceranno a causa dell'incompatibilità dei loro mondi. Infine avrà un'ultima relazione, con Horacio, nuovo insegnante di recitazione, e "quasi marito" di sua zia Alicia. I due finiranno per sposarsi, ma nell'ultima puntata della sesta stagione si capisce che si chiuderà anche la loro storia.

### Jeronimo "Jero" Ruiz
Jeronimo Ruiz, detto Jero, è interpretato da Raul Peña (Stagioni: 2-5), e doppiato in italiano da Francesco Pezzulli.
Entrato nella scuola di Carmen Arranz, soltanto dalla seconda stagione, Jero è un promettente autore di canzoni, soprattutto di genere elettronica, ed in generale è particolarmente interessato a tutto ciò che ha che fare con la tecnologia. Non è molto alto, e per tale ragione viene spesso preso in giro, soprattutto da Rober e Jorge, il fratello di Lola. Tuttavia, pur non avendo la prestanza fisica dei suoi compagni, si dimostrerà un ottimo ballerino.
In più di una occasione si è dimostrato pronto a tutto per arrivare al successo, anche di intraprendere strade e mezzi poco morali o dignitosi. Di carattere, infatti, Jero è piuttosto intraprendente e sicuro di sé. All'interno della scuola Jero sviluppa, quasi immediatamente, un forte sentimento nei confronti di Lola, che però inizialmente ha occhi soltanto per Pedro. Capiterà che, durante un viaggio a Londra, quando Pedro ha deciso di dichiararsi a Lola, quest'ultima invece si conceda a Jero, iniziando una lunga e tenera storia d'amore.
La relazione fra Jero e Lola tuttavia si concluderà piuttosto presto, quando Lola lo tradirà con Pavel. I rapporti fra i due in seguito andranno rasserenandosi, ed alla fine Lola e Jero torneranno insieme. In questa occasione però Jero finirà per lasciarsi sedurre dalla compagna di scuola Erika. Lola coglierà i due amanti sul fatto, e la loro storia finirà definitivamente, anche se per un lungo periodo Lola continuerà a soffrire nel vedere Jero ed Erika insieme. Jero esce di scena alla fine della quinta serie, senza alcuna spiegazione.

### Marta Ramos
Marta Ramos è interpretato da Dafne Fernández, (Stagioni: 2-6) e doppiata in italiano da Alessia Amendola.
Marta Ramos è una eccellente ballerina di danza classica, sorella di Adela Ramos, insegnante di danza nella scuola di Carmen Arranz. Entra in scena nel primo episodio della seconda serie, facendo parte della nuova classe della scuola. Marta fin dal principio cerca un rapporto con la sorella, che abbandonò la propria famiglia anni addietro, quando Marta era ancora piccola. Inizialmente per una serie di ragioni, soprattutto legate al rapporto conflittuale fra Adela ed i propri genitori, la donna tende ad evitare un rapporto con l'affettuosa sorella minore. Tuttavia man mano che la serie procede, Marta ed Adela giungeranno ad avere un bellissimo rapporto, e Marta contribuirà anche a mettere pace fra Adela e la famiglia. Appena entrata nella scuola, Marta si innamorerà di Pedro, con il quale rimarrà per un certo periodo legata, con grande dispiacere di Lola. Le cose in seguito andranno a rotoli, quando Pedro avrà una storia proprio con Adela. In seguito Marta stringerà una forte amicizia con Rober, del quale finirà per innamorarsi, intrecciandovi una relazione. Marta ha avuto problemi di anoressia e bulimia, che riuscirà a superare grazie all'aiuto della sorella. Nell'ultima stagione però, la ragazza si scoprirà essere anche cardiopatica. Dopo una delicata operazione, Marta riuscirà infine a risolvere i propri problemi e ritornerà, seppur con molta fatica, a danzare.

### Benito "Beni" Lopez
- Attore: Asier Etxeandía
- Doppiatore: Roberto Gammino
- Stagioni: 1

Benito Lopez, detto Beni, è uno studente del primo anno che verrà bocciato, al posto di Ingrid. Omosessuale dichiarato, Beni è molto dotato per la recitazione comica, ed in particolar modo per le imitazioni. Nei primi episodi lo si vede esibirsi in un locale, vestito da drag queen. Divide la stanza con Rafa, ed esce di scena alla fine della prima serie dopo essere stato bocciato.

### Rafael "Rafa" Torres
- Attore: Ricardo Amador
- Doppiatore: Paolo Vivio
- Stagioni: 1-2

Rafael Torres, detto Rafa, è uno studente che entra nella scuola durante l'anno. Diventerà amico e compagno di stanza di Beni. All'inizio ha molti problemi con tutte le materie, tranne che in musica perché particolarmente talentuoso nel suonare la chitarra, ed è questo il motivo per cui è stato ammesso alla scuola. Riveste un po' il ruolo del "giullare" della scuola, e la maggior parte degli interventi comici sono dovuti a lui. Le sue apparizioni si diradano dalla seconda stagione, per poi scomparire senza alcuna spiegazione.

### Luisa Ruiz
- Attore: Arantxa Valdivia
- Doppiatore: Tatiana Dessi
- Stagioni: 1-6

Luisa inizialmente è la compagna di stanza di Silvia, e nella prima stagione riveste un ruolo abbastanza primario, comparendo spesso insieme alle tre protagoniste femminili, Silvia, Ingrid e Lola. In seguito, nelle stagioni successive il suo ruolo diverrà più marginale, limitandosi ad essere la "voce del gossip" della scuola, e diradando le proprie apparizioni, pur rimanendo presente fino agli ultimi episodi. La si vede spesso insieme ad Erika. È nota per il suo caratteraccio ed il suo fare da "vipera".!

### Erika Sanz
- Attore: Erika Sanz
- Doppiatore: Cristiana Faralla
- Stagioni: 1-6

Particolarmente riconoscibile fin dai primi episodi per via dei suoi capelli multicolore, Erika rimarrà un "personaggio sullo sfondo" nel corso delle prime stagioni, per poi acquisire importanza nella quarta, in occasione dell'affair con Jero. Dopo aver mostrato particolare attenzione nei suoi confronti in diverse puntate, Erika sedurrà il ragazzo e lo porterà a letto, rompendo definitivamente la relazione fra Jero e Lola. Erika e Jero faranno coppia fissa per qualche episodio, ma alla fine anche la loro storia finirà. Caratterialmente Erika si dimostra piuttosto perfida, soprattutto per gelosia nei confronti di Lola. Ha avuto una relazione con Pedro che, durante un lavoro come ballerini in Costa Azzurra, la lascerà incinta. Ma Erika, una volta compreso che Pedro è in realtà follemente innamorato di Lola, deciderà di abortire, nonostante Pedro si mostri disponibile a riconoscere e mantenere il bambino.
Curiosamente il suo personaggio ha lo stesso nome e cognome dell'attrice che la interpreta.

### Sonia
- Attore: Patricia Arizmendi
- Doppiatore: Cristina Poccardi
- Stagioni: 1-6

Così come Erika, Sonia è un personaggio "sullo sfondo" per le prime due stagioni. In seguito il suo personaggio acquista un ruolo maggiore nel corso della terza stagione, quando rivelatasi lesbica, dichiara il proprio amore a Silvia, che reagirà violentemente ad un suo bacio. In seguito Silvia avrà modo di recuperare e chiederà scusa alla compagna. È un'ottima violinista.

### Junior Míguez
- Attore: Junior Míguez
- Doppiatore: Luca Graziani
- Stagioni: 1-4

Junior è l'unico ballerino maschio ad avere un minimo di caratterizzazione nel telefilm. Di lui si sa che divide la stanza con Jero, e va molto d'accordo con Rober, per una certa tendenza al maschilismo ed all'arrivismo di entrambi i ragazzi. Avrà una brevissima relazione con Ingrid. Il suo personaggio scompare nel corso della quarta stagione senza alcuna spiegazione.

### José
- Attore: Alfonso Bassave
- Stagioni: 1

José entra nella scuola durante i primi episodi, in seguito all'espulsione di Carlos Pérez. Infatti José, grande amico di Rober, non aveva passato le prime selezioni. Ciò nonostante José non passerà l'esame per accedere al secondo anno, anche per via di alcuni problemi legati alla droga, insorti nel corso dell'anno.

### Pavel Rodríguez
- Attore: Yotuel Romero
- Doppiatore: Roberto Gammino
- Stagioni: 3-5

Pavel è un giovane cubano che lavora in un ristorante per potersi mantenere. Conosce Lola nelle cucine del ristorante e se ne innamora, parzialmente ricambiato. In seguito Pavel sarà ammesso alla scuola di Carmen Arranz, grazie al proprio talento nella musica. Qui conoscerà Silvia, che gli darà ripetizioni di danza classica. I due ragazzi si innamoreranno ed intraprenderanno una relazione, contrastata fortemente dalla famiglia Jáuregui per via dell'incolmabile differenza sociale. Alla fine Pavel verrà cacciato dalla scuola per eccesso di assenze ingiustificate, dopo la riforma di Mariano Cuellar, nonostante le proteste di Silvia, uscendo così di scena. Pavel preferirà dunque chiudere con lei, giustificando il tutto dicendo di essere troppo lontano dall'ambiente della ragazza.

### Tania
- Attore: Elisabeth Jordán
- Doppiatore: Letizia Scifoni
- Stagioni: 6

Tania è la nipote di Puri, che arriva a Madrid con l'idea di emanciparsi rispetto al paesino in cui è nata e cresciuta. Sarà assunta come cameriera nella scuola. Anche se vorrebbe diventare parrucchiera, non disdegna affatto il ballo e il canto per cui è particolarmente dotata. Sarà proprio per questa sua dote che sostituirà la cardiopatica Marta nel gruppo musicale che quest'ultima aveva creato assieme a Rober e a Cesar.

### Cesar Martín
- Attore: Edu Del Prado
- Doppiatore: Corrado Conforti
- Stagioni: 6

Cesar non è fra i personaggi storici, infatti compare solo nell'ultima stagione del telefilm. Omosessuale, creerà con Rober e Marta (e successivamente con Tania) un gruppo musicale.

## Staff scolastico

### Carmen Arranz
- Attore: Lola Herrera
- Doppiatore: Rita Savagnone
- Stagioni: 1-6

Carmen Arranz è la direttrice della scuola. Proviene da una famiglia di artisti ed aspira a diffondere nei giovani l'amore per l'arte. È energica e molto esigente, ma ha poco senso dell'umorismo. Gli alunni hanno un grande rispetto per lei, però, da quando è morto suo marito ha il terrore di vivere la sua vecchiaia in solitudine, perciò quando arriverà il figlioccio Horacio lei lo ospita anche se creerà non pochi problemi.

### Alicia Jáuregui
- Attore: Fanny Gautier
- Doppiatore: Cristiana Lionello
- Stagioni: 1-6

Finanziatrice principale della scuola di danza di Carmen Arranz, fin dai primi episodi non viene vista di buon occhio né dagli studenti, né dai professori e neppure da Carmen, che la ritengono troppo intransigente nelle regole, ed invadente nel lavoro dei professori. Diventata codirettrice della scuola, sarà lei a decidere di licenziare Cristina, per tagliare i costi della scuola. Ex-ballerina, sarà anche professoressa di danza classica in sostituzione di Adela, durante il suo periodo di infortunio. È la zia di Silvia, con la quale accenderà una forte competizione per il cuore di Horacio, che Alicia lascerà ad un passo dall'altare.
Nelle prime stagioni si dimostra acida e quasi senza cuore, ma poi con l'amore per Horacio si scioglie diventando più sentimentale. Con quest'ultimo arriva quasi a sposarsi, ma lo abbandonerà davanti all'altare in quanto gelosa di una passata e irrilevante relazione tra Horacio e la professoressa Irene. Il cuore di Horacio, infatti, è sempre stato fedele ad Alicia.

### Juan Taberner
- Attore: Alfonso Lara
- Doppiatore: Massimo De Ambrosis
- Stagioni: 1-6

Juan Taberner è un uomo che ama la vita sregolata dei cantanti ma il lavoro presso la scuola lo riporta a condurre una vita più ordinata e responsabile. A volte passa le notti componendo canzoni o suonando. Si considera molto indipendente e allergico alle regole. È stato fidanzato con Diana, dalla quale avrà anche un figlio, Juanito. Questo provocherà la definitiva rottura della sua lunga e complicata storia d'amore con Ingrid. Successivamente si innamorerà di Jojo. Infine diventerà il manager degli U.P.A. Dance, gruppo musicale creato dai ragazzi della scuola. Dalla sesta stagione conduce un programma radiofonico, soffiando il posto a Mariano Cuellar.

### Cristóbal Soto
- Attore: Victor Mosqueira
- Doppiatore: Sandro Acerbo
- Stagioni: 1-5

Cristóbal Soto è l'insegnante di recitazione. Ama insegnare ai ragazzi e spesso inventa "metodi alternativi" per avvicinarli al mondo del teatro. È convinto che la diversità delle persone sia la loro forza. Lui si innamorerà prima di Adela, con cui avrà una breve relazione, poi di Diana con la quale lascerà la scuola e si sposerà. Con Rober avrà un rapporto professore-alunno piuttosto complicato, ma alla fine si mostrerà come una sorta di padre per lui.

### Adela Ramos
- Attore: Natalia Millán
- Doppiatore: Laura Boccanera
- Stagioni: 1-4

Adela Ramos è la professoressa di danza classica della scuola. È sorella maggiore di Marta. È severa ma molto amata da tutti. Ha avuto un passato molto difficile che non riesce a dimenticare e, per questo motivo, è diventata alcolizzata. A causa di un incidente, ha perso la possibilità di diventare una ballerina di successo. È in cattivi rapporti con Alicia in quanto quest'ultima è diventata famosa sostituendo proprio Adela quando non poteva più ballare. Tutti questi problemi hanno influito negativamente anche sul rapporto tra Adela e la sua famiglia. A scuola si innamorerà di Cristobal ma avrà anche una relazione con Pedro e questo le creerà problemi con la sorella; anche Horacio ci proverà con lei. Alla fine se ne andrà a New York per uno stage dove poi resterà avendo così l'occasione di diventare una grande ballerina.

### Diana Cabrera de Miguel
- Attore: Beatriz Rico
- Doppiatore: Tiziana Avarista
- Stagioni: 1-5

Diana de Miguel è la professoressa di danza moderna all'interno della scuola, ma spera sempre di sfondare nel mondo dello spettacolo. È ottimista, ambiziosa ed idealista. Avrà innumerevoli contrasti con Ingrid. Ha avuto un figlio dal suo ex fidanzato Juan di nome Juanito, ma alla fine si sposerà con Cristobal, padrino di suo figlio, e si trasferiranno a Siviglia.

### Gaspar Ruiz
- Attore: Jaime Blanch
- Doppiatore: Michele Gammino
- Stagioni: 1-3

Gaspar Ruiz, insegnante di storia del teatro, è un tipo molto rigido e metodico. Dopo essere stato abbandonato dalla moglie, decide di andare a vivere con Juan e Cristobal. Decide successivamente di abbandonare la scuola di Carmen Arranz quando si viene a scoprire che la scuola non è assicurata proprio perché egli stesso si è dimenticato di inviare la polizza all'assicurazione, troverà poi come riportato in una lettera a Carmen, un posto come insegnante in una università di Parigi. Avrà una sorta di relazione platonica con Carmen, mai realmente intrapresa. Il suo posto da insegnante viene poi ricoperto da Cristobal.

### Horacio Alonso
- Attore: Fabián Mazzei
- Doppiatore: Riccardo Rossi
- Stagioni: 4-6

Horacio si fa assumere nella scuola come professore di recitazione, attraverso uno stratagemma: si finge infatti Horacio Dalmaso, figlioccio di Carmen, invece lui è Horacio Alonso, cambiando quindi nome e paese (infatti viene dall'Argentina) per sfuggire ai suoi debitori. Instaurerà una relazione con l'algida Alicia. Scoperto l'inganno, i due si lasceranno per poi rimettersi assieme (al punto di preparare il matrimonio) e lasciarsi nuovamente. Nell'ultima stagione si sposerà con Silvia a Las Vegas, ma anche questa relazione finirà per naufragare a causa dei continui inganni a scopo economico di Horacio.

### Irene Miró
- Attore: Esther Arroyo
- Doppiatore: Emanuela Rossi
- Stagioni: 5-6

Irene è l'insegnante di danza classica che sostituisce Alicia. È la migliore amica di Alicia con la quale sarà in competizione per conquistare Horacio ed a causa di una notte di sesso con Juan, farà spezzare per un po' il legame tra lui e Jojo.

### Jacinta "Jojo" Jiménez
- Attore: Toni Acosta
- Doppiatore: Francesca Fiorentini
- Stagioni: 3-6

Jacinta Jiménez, detta "Jojo", è l'estrosa insegnante di attività speciali. È una donna mascolina e particolare, con un passato da biker. È stata sposata e ha fatto parte dell'esercito. Sebbene instaurerà un legame con Salvador (un suo amico ecologista come lei, non Pedro Salvador, come verrebbe da pensare), è innamorata e ricambiata di Juan. Una fugace notte di passione di quest'ultimo con Irene, insegnante di danza classica, li allontanerà quasi definitivamente, ma poi si riavvicineranno dopo qualche tempo. Proprio la scena finale del telefilm riguarda la riconciliazione dei due.

### Mariano Cuellar
- Attore: Juan Echanove
- Doppiatore: Alessandro Rossi
- Stagioni: 5-6

Mariano è il direttore didattico della scuola, che subentra a Cristobal dopo che si è trasferito con Diana a Siviglia. È un uomo goffo, autoritario e inizialmente un po' antipatico. Diventerà amico di Juan e si innamorerà ricambiato dell'impacciata Eva.

### Eva Ruiz
- Attore: Marta Ribera
- Doppiatore: Alessandra Korompay
- Stagioni: 5-6

Eva è l'insegnante di danza moderna che sostituisce Diana, quando quest'ultima si trasferirà a Siviglia con Cristobal e il piccolo Juanito. È una donna goffa, trascurata e impacciata e ciò la fa sottovalutare dagli allievi. Acquisterà più polso con il trascorrere del tempo. Si legherà sentimentalmente a Mariano.

### Claudia Romero
- Attore: Rocio Calvo
- Doppiatore: Cristina Boraschi
- Stagioni: 1

Claudia è l'insegnante di canto nella prima stagione. È la migliore amica e confidente di Diana. Durante la vacanze estive del primo anno, se ne va dalla scuola perché dice di aver incontrato l'uomo della sua vita.

### Cristina
- Attore: Satur Barrios
- Doppiatore: Francesca Guadagno
- Stagioni: 2-3

Cristina è l'insegnante di canto che sostituisce Claudia, diventerà un'amica per Diana e l'aiuterà a fare scelte difficili, come avere un bambino. Verrà licenziata, dopo la riforma di Alicia.

### Antonio Milá
- Attore: Pedro Peña
- Doppiatore: Dante Biagioni
- Stagioni: 1-5

Antonio Milá è l'inserviente ed è anche la memoria storica della scuola. Possiede un ricordo di ogni studente. Ascolta pazientemente tutti i problemi degli alunni e considera la scuola come la sua grande famiglia, perché, in realtà, è l'unica che ha. Instaurerà un rapporto quasi paterno con Pedro.

### Purificación "Puri" La Carino
- Attore: Chiqui Fernández
- Doppiatore: Tenerezza Fattore
- Stagioni: 4-6

Puri ha avuto un passato molto difficile da prostituta. Poi però incontrerà il padre di Lola, mettendo la testa a posto e sposandolo. Ha una figlia della stessa età di Jorge, Jennifer. Nella quarta stagione inizierà a lavorare nella scuola di Carmen Arranz come segretaria e nell'ultima stagione girata aspetterà un figlio, che, a causa della fine anticipata (tutti si aspettavano una settima stagione), non "nascerà".

## Altri personaggi

### Roman Fernández
- Attore: Mario Martín
- Doppiatore: Claudio Fattoretto
- Stagioni: 1-6

Padre di Lola e vedovo da diversi anni, Roman è sempre stato un padre presente e premuroso, a cui i figli sono stati sempre attaccatissimi. Tuttavia cade in depressione perché disoccupato, arrivando persino a tentare il suicidio. Uscirà dalla depressione soprattutto grazie a Lola, ed in seguito alla sua nuova compagna Puri.

### Nacho Salinas
- Attore: William Miller
- Doppiatore: Fabrizio Manfredi
- Stagioni: 6

Nacho è uno dei personaggi comparsi nell'ultima stagione. È il coinquilino di Silvia, Ingrid e Lola, con la quale avrà una fugace relazione. Egli è però sinceramente innamorato di Lola e costituirà una delle cause principali per cui il rapporto idilliaco della ragazza con Pedro, si incrinerà. Insegna, con Juan, musica. Il suo strumento preferito è, infatti, la chitarra. Molto spesso organizza infatti delle piccole esibizioni in pub e locali per guadagnare qualche soldo.